# FOSSASIA
FOSSASIA este o organizație non-profit care susține dezvoltatori și creatori de tehnologie Open Source. A fost fondată în anul 2009 de către Hong Phuc Dang și Mario Behling. Scopul FOSSASIA este să dezvolte și să adapteze tehnologiile open source pentru a realiza o schimbare la nivel social. Summit-ul FOSSASIA are loc în fiecare an, la o lună după Anul Nou Chinezesc. Proiectele FOSSASIA variază de la hardware la design, grafică și software. FOSSASIA are sediul în Singapore, în clădirea NUS Plug-In@Blk71.

## Proiecte
Proiectele FOSSASIA variază de la open hardware la design, grafică și software. Organizația oferă resurse și fonduri pentru proiecte și organizează întâlniri și tabere de programare. Sunt peste 1000 de membri ai FOSSASIA care lucreză împreună pentru proiecte precum Open Event, Susi AI și Loklak pe Github.

### Open Event
Proiectul Open Event creat de FOSSASIA este realizat să faciliteze organizarea unui eveniment prin împărțirea proceselor de planificare, marketing, publicare și vânzare de bilete. Există patru componente în întregul proiect, adică Open Event Format Definition, Open Event Orga Server, Generatorul de aplicații Open Event pentru Android Open Event Android, precum și Generatorul de Aplicații Web Open Event. Proiectul Open Event Project a fost inițial început pentru a veni în ajutor organizării Summit-ului anual FOSSASIA, și a fost întreținut de comunitatea FOSSASIA până în prezent.

### Susi AI

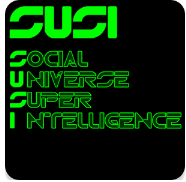
Logo-ul Susi AI

Susi este un asistent personal care utilizează conceptul de inteligență artificială pentru a putea asigura asistență utilizatorului. Se poate conecta la rețele sociale și mesagerii precum Twitter ca să obțină mari cantități de date. O aplicație Android pentru Susi se află acum în primele etape ale dezvoltării, iar scopul său este să asigure o conversație cu utilizatorii, prin alegerea unor răspunsuri inteligente. Susi AI este în întregime personalizabil și întreținut și îmbunătățit de o comunitate de dezvoltatori.

### Loklak
Loklak este un server de căutare distribuit, care poate colecta mesaje din numeroase platforme sociale, cum ar fi Twitter. Prin Loklak, utilizatorii pot colecta, căuta, descărca și vizualiza mesaje dintr-o rețea largă de platforme. De exemplu, utilizatorii pot folosi Loklak pentru a analiza cantități mari de postări ca și sursă de dată statistică.

### Pocket Science Lab
Pocket Science Lab este un proiect care permite realizarea de experimente științifice open-source pentru educație și cercetare. Oferă o listă de echipamente esențiale pentru realizarea de experimente de știință și inginerie. Poate funcționa și ca un osciloscop, generator de unde, numărător de frecvențe, voltaj programabil, dar și ca un jurnal pentru datele obținute. Proiectul este scris în Python și a fost inspirat inițial din ExpEYES.

### Engelsystem Shift Management System
Engelsystem este o aplicație de management pentru evenimente scrise în PHP, la îneput pentru conferințele CCC din Germania. A fost ulterior adaptată pentru utilizare în cadrul FOSSASIA, fiind în prezent întreținută și dezvoltată de comunitatea FOSSASIA.

### FashionTec & Machine Knitting
Proiectele FOSSASIA FashionTec caută să incorporeze tehnologia în producția textilă și să permită tuturor creatorilor de textile din lume să împărtășească instrucțiuni, modele și planuri software și hardware. Scopul principal al proiectului FashionTec este împletitul și croșetatul. Conceptul din spatele acestui proiect este să creeze o bibliotecă de împletituri pentru un format care face posibilă conversia proiectelor, tutorialelor și a modelelor de împletit și croșetat. În timp ce comunitățile existente tind să se focalizeze doar pe formatul împletiturii pe propriile utilaje, FOSSASIA adoptă o abordare diferită care ar putea susține eforturile tuturor comunităților de acest fel.

### Susper Search Engine

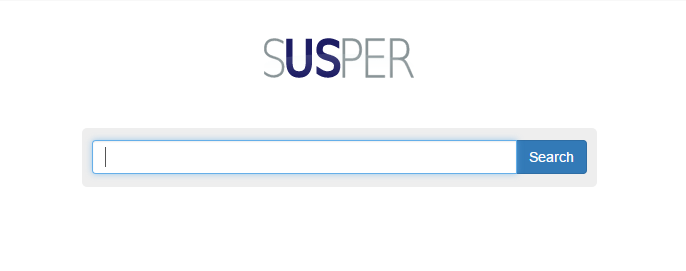
Motorul de căutare Susper

Susper este un motor de căutare descentralizat implementat utilizând tehnologia peer-to-peer a YaCy și aplicații-motoare de căutare precum Apache Solr ca să indexeze rezultatele căutării. Tehnologiile utilizate în dezvoltarea Susper includ YaCy, Apache Solr, Backbone.js, Javascript, HTML, CSS și JSON.

### WordPress Plugins
FOSSASIA dezvoltă și câteva widget-uri și plugin-uri pentru Wordpress, un serviciu popular de găzduit bloguri.

### Flappy SVG Game
Flappy SVG a fost modelat după cunoscuta aplicație de mobil din 2013, Flappy Bird. Este un joc cu obstacole unde utilizatorii își pot adăuga propriile personaje, niveluri și numeroase funcționalități. Flappy SVG poate fi descărcat gratuit din Google Play Store.

### PhimpMe
Scopul principal al proiectului PhimpMe Arhivat în 11 iulie 2017, la Wayback Machine. este să permită utilizatorilor să editeze cu ușurință imaginile lor și să le încarce, via PhimpMe, către orice platformă socială sau serviciu open-source ca Wordpress, Drupal și Joomla. FOSSASIA dezvoltă aplicația de Android app și plugin-uri pentru sisteme de management al conținuturilor.

### Linux
Linux este sistemul de operare folosit ca fundație în multe dintre proiectele FOSSASIA. Prin Linux, comunitatea FOSSASIA adaptează soluțiile existente și creaază distribuții pentru utilizatorii din întreaga lume.

## Summit-ul FOSSASIA

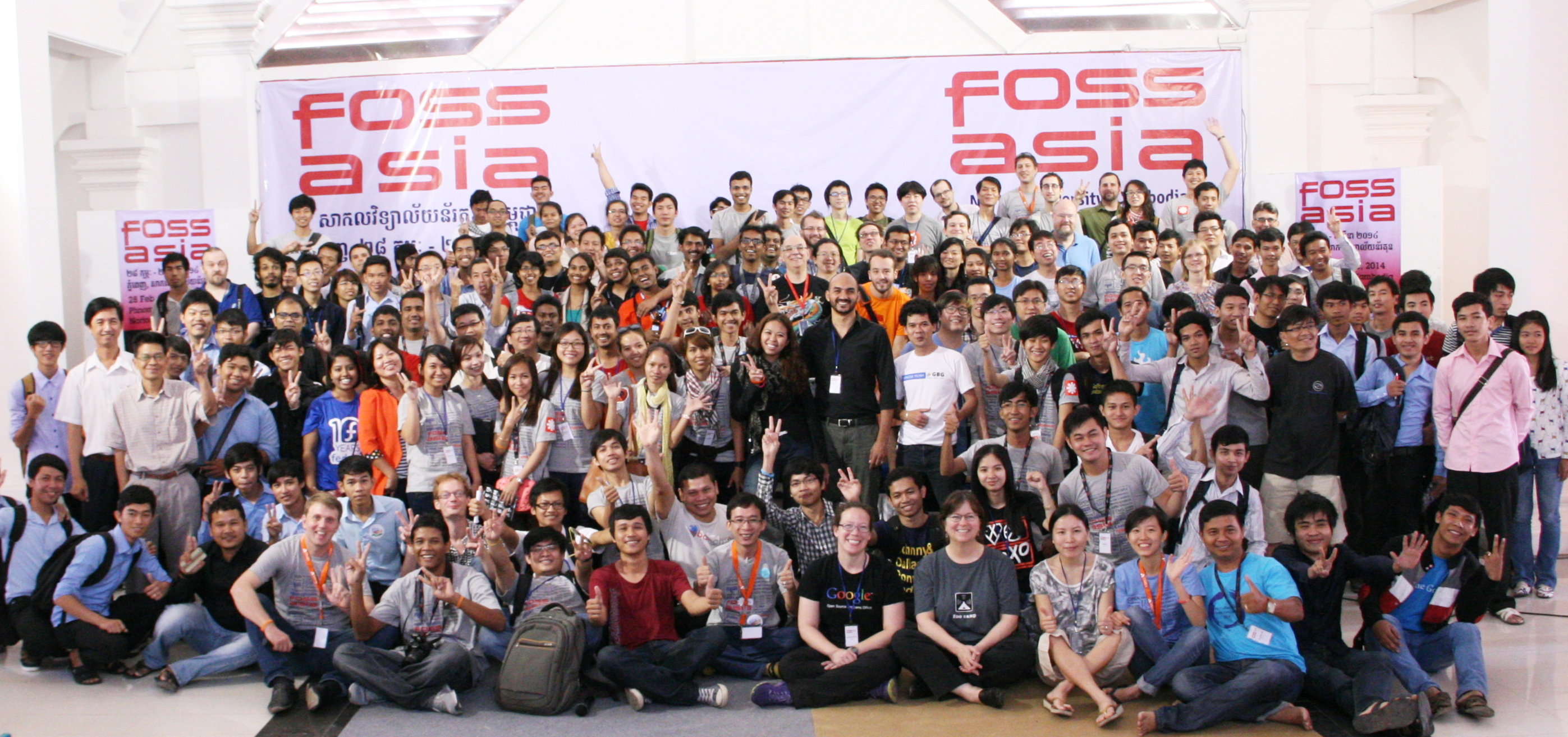
FOSSASIA 2014, Group Photo

Summit-ul anual FOSSASIA este evenimentul de top în domeniul tehnologiilor Open Source din Asia. A fost organizat prima oară în 2009. În trecut, evenimentul a avut loc în Cambodgia și Vietnam. De la înființarea lui în anul 2009, acest summit a atras peste 3000 de dezvoltatori, start-up-uri și profesioniști în IT, și este adesea considerat ca fiind conferința lider din Asia în tehnologiile open pentru membri ai comunității open-source.

## Codeheat
Codeheat este o competiție de programare organizată de FOSSASIA, ce are loc între 25 septembrie 2016 și 3 februarie 2017. Participanții sunt încurajați să contribuie la 3 dintre proiectele FOSSASIA: Open Event Server, Susi AI și Loklak. Trei câștigători vor fi aleși dintre contribuitorii din top 10. Aceștia își vor prezenta munca la Summit-ul FOSSASIA 2017 de la Centrul de Știință Singapore între 17 și 19 martie 2017, și vor primi până la 450 de dolari (USD) pentru costurile de călătorie, plus un bilet gratuit de vorbitor. Cei trei câștigători vor fi aleși în funcție de calitatea codului scris și relevanța contribuțiilor pentru proiect. Alți zece finaliști vor primi 100 de dolari (USD) pentru costurile de călătorie spre o conferință la alegere, dar și un bilet gratuit pentru Summit-ul FOSSASIA. Certificate pentru participare vor primi toți participanții care au reușit să facă 5 contribuții în timpul perioadei concursului.

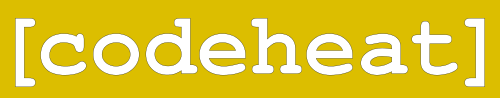
Logo-ul competiției Codeheat

Codeheat este organizat în colaborare cu UNESCO și OpenTech.

## Contribuții
FOSSASIA încurajează puternic formarea și creșterea a câtor mai multe organizații și programe open source și a participat în numeroase competiții open-source precum Google Summer of Code începând cu anul 2011 și în Google Code-In din 2014.

### Google Summer of Code
FOSSASIA a participat din 2011 la Google Summer of Code, un program open-source organizat de Google care oferă burse studenților care scriu cod pentru proiecte open-source. Unele dintre proiectele FOSSASIA pentru Google Summer of Code în 2016 includ îmbunătățirea aplicației de Android FOSSASIA Open Event și îmbunătățirea platformei de colaborare sTeam. Alte proiecte precum Open Event Loklak sau Pocket Science Lab au fost de asemenea completate.

### Google Code-in
Pentru al treilea an la rând, FOSSASIA a participat la Google Code-in, o altă competiție open-source organizată de Google și care urmărește introducerea elevilor în tehnologia open-source. În 2014, FOSSASIA a fost organizația cu cele mai multe sarcini completate de elevi, 587. În 2016, elevii care au lucrat pentru FOSSASIA au construit un website împreună, pentru a împărtăși experiențele lor cu FOSSASIA și Google Code-In. Website-uri din trecut, de la GCI 2014 și GCI 2015 au fost, de asemenea, completate.